# ATK Mohun Bagan 2020-2021
Questa voce raccoglie le informazioni riguardanti l'ATK Mohun Bagan nelle competizioni ufficiali della stagione 2020-2021.

## Maglie e sponsor
| Casa | Trasferta |

## Organico

### Rosa
| N. |                      | Ruolo | Calciatore          |
| -- | -------------------- | ----- | ------------------- |
| 2  | India (bandiera)     | D     | Sumit Rathi         |
| 5  | India (bandiera)     | D     | Sandesh Jhingan     |
| 6  | India (bandiera)     | A     | Manvir Singh        |
| 7  | India (bandiera)     | C     | Komal Thatal        |
| 8  | Irlanda (bandiera)   | C     | Carl McHugh         |
| 9  | Australia (bandiera) | A     | David Joel Williams |
| 10 | Spagna (bandiera)    | A     | Edu García          |
| 12 | India (bandiera)     | P     | Avilash Paul        |
| 15 | India (bandiera)     | D     | Subashish Bose      |
| 16 | India (bandiera)     | A     | Jayesh Rane         |
| 17 | India (bandiera)     | C     | Pronay Halder       |
| 18 | India (bandiera)     | C     | Sheikh Sahil        |
| 19 | Spagna (bandiera)    | C     | Javi Hernández      |
| 20 | India (bandiera)     | D     | Pritam Kotal        |

| N. |                   | Ruolo | Calciatore             |
| -- | ----------------- | ----- | ---------------------- |
| 21 | Figi (bandiera)   | A     | Roy Krishna            |
| 22 | India (bandiera)  | A     | Jobby Justin           |
| 23 | India (bandiera)  | C     | Michael Soosairaj      |
| 24 | India (bandiera)  | D     | Salam Ranjan Singh     |
| 25 | India (bandiera)  | C     | Michael Regin          |
| 29 | India (bandiera)  | P     | Arindam Bhattacharya   |
| 30 | India (bandiera)  | C     | Ningombam Engson Singh |
| 31 | India (bandiera)  | P     | Arsh Shaikh            |
| 33 | India (bandiera)  | D     | Prabir Das             |
| 41 | India (bandiera)  | P     | Aryan Niraj Lamba      |
| 42 | India (bandiera)  | C     | Lenny Rodrigues        |
| 44 | Spagna (bandiera) | D     | Tiri                   |
| 99 | India (bandiera)  | A     | Md. Fardin Ali Molla   |
|    | India (bandiera)  | C     | Nongdamba Naorem       |

### Staff tecnico
- Antonio López Habas - Allenatore

## Calciomercato
| Acquisti | Acquisti               | Acquisti           | Acquisti   |
| R.       | Nome                   | da                 | Modalità   |
| -------- | ---------------------- | ------------------ | ---------- |
| P        | Dheeraj Singh          | ATK                | Definitivo |
| P        | Arindam Bhattacharya   | ATK                | Definitivo |
| P        | Arsh Shaikh            | ATK                | Definitivo |
| P        | Avilash Paul           | Mohun Bagan        | Definitivo |
| P        | Aryan Niraj Lamba      | ATK B              | Definitivo |
| D        | Pritam Kotal           | ATK                | Definitivo |
| D        | Subashish Bose         | Mumbai City        | Definitivo |
| D        | Salam Ranjan Singh     | ATK                | Definitivo |
| D        | Boris Singh Thangjam   | ATK                | Definitivo |
| D        | Prabir Das             | ATK                | Definitivo |
| D        | Ankit Mukherjee        | ATK                | Definitivo |
| D        | Sumit Rathi            | ATK                | Definitivo |
| D        | Tiri                   | Jamshedpur         | Definitivo |
| D        | Sandesh Jhingan        |                    | Svincolato |
| C        | Carl McHugh            | ATK                | Definitivo |
| C        | Javi Hernández         | ATK                | Definitivo |
| C        | Glan Martins           | Churchill Brothers | Definitivo |
| C        | Michael Regin          | ATK                | Definitivo |
| C        | Komal Thatal           | ATK                | Definitivo |
| C        | Michael Soosairaj      | ATK                | Definitivo |
| C        | Ningombam Engson Singh | ATK B              | Definitivo |
| C        | Sheikh Sahil           | Mohun Bagan        | Definitivo |
| C        | Pronay Halder          |                    | Svincolato |
| C        | Brad Inman             | Brisbane Roar      | Definitivo |
| A        | Roy Krishna            | ATK                | Definitivo |
| A        | Edu García             | ATK                | Definitivo |
| A        | Manvir Singh           | FC Goa             | Definitivo |
| A        | David Joel Williams    | ATK                | Definitivo |
| A        | Jobby Justin           | ATK                | Definitivo |
| A        | Jayesh Rane            | ATK                | Definitivo |
| A        | Md. Fardin Ali Molla   | ATK U18            | Definitivo |

| Cessioni | Cessioni        | Cessioni        | Cessioni   |
| R.       | Nome            | a               | Modalità   |
| -------- | --------------- | --------------- | ---------- |
| D        | Ankit Mukherjee | ATK Mohun Bagan | Definitivo |
| C        | Komal Thatal    | ATK Mohun Bagan | Definitivo |
| A        | Subha Ghosh     | Kerala Blasters | Definitivo |

### Mercato invernale
| Acquisti | Acquisti         | Acquisti        | Acquisti   |
| R.       | Nome             | da              | Modalità   |
| -------- | ---------------- | --------------- | ---------- |
| C        | Nongdamba Naorem | Kerala Blasters | Prestito   |
| C        | Komal Thatal     | ATK Mohun Bagan | Definitivo |
| C        | Marcelinho       | Odisha          | Prestito   |
| C        | Lenny Rodrigues  | FC Goa          | Definitivo |

| Cessioni | Cessioni             | Cessioni   | Cessioni   |
| R.       | Nome                 | a          | Modalità   |
| -------- | -------------------- | ---------- | ---------- |
| P        | Dheeraj Singh        | FC Goa     | Definitivo |
| D        | Boris Singh Thangjam | Jamshedpur | Definitivo |
| C        | Brad Inman           | Odisha     | Prestito   |
| C        | Glan Martins         | FC Goa     | Definitivo |

### Post campionato
| Acquisti | Acquisti          | Acquisti      | Acquisti      |
| R.       | Nome              | da            | Modalità      |
| -------- | ----------------- | ------------- | ------------- |
| P        | Amrinder Singh    | Mumbai City   | Definitivo    |
| P        | Aryan Niraj Lamba | Chennai City  | Fine prestito |
| D        | Deepak Tangri     | Chennaiyin    | Definitivo    |
| D        | Ashutosh Mehta    | NorthEast Utd | Definitivo    |
| C        | Brad Inman        | Odisha        | Fine prestito |
| C        | Joni Kauko        | Esbjerg       | Definitivo    |
| A        | Liston Colaco     | Hyderabad     | Definitivo    |

| Cessioni | Cessioni           | Cessioni        | Cessioni      |
| R.       | Nome               | a               | Modalità      |
| -------- | ------------------ | --------------- | ------------- |
| P        | Aryan Niraj Lamba  | Kerala United   | Definitivo    |
| D        | Salam Ranjan Singh | Chennaiyin      | Definitivo    |
| C        | Brad Inman         | Western United  | Prestito      |
| C        | Marcelinho         | Odisha          | Fine prestito |
| C        | Nongdamba Naorem   | Kerala Blasters | Fine prestito |
| C        | Komal Thatal       |                 | Svincolato    |
| C        | Michael Regin      |                 | Svincolato    |
| C        | Javi Hernández     |                 | Svincolato    |
| A        | Jayesh Rane        |                 | Svincolato    |

## Risultati

### Indian Super League
| Arbitro: | Crystal J. |

|  |           |                 |
|  | Marcatori | 67’ Roy Krishna |

| Arbitro: | Srikrishna C. |

|  |           |                                  |
|  | Marcatori | 49’ Roy Krishna 85’ Manvir Singh |

| Arbitro: | Meitei A. |

|                   |           |  |
| Roy Krishna 90+5’ | Marcatori |  |

| Arbitro: | Srikrishna C. |

|                          |           |                 |
| Nerijus Valskis 30’, 66’ | Marcatori | 80’ Roy Krishna |

| Arbitro: | Kundu H. |

|                  |           |                        |
| Manvir Singh 54’ | Marcatori | 65’ (Rig.) João Victor |

| Arbitro: | Gupta R. |

|                        |           |  |
| Roy Krishna 85’ (Rig.) | Marcatori |  |

| Arbitro: | Srikrishna C. |

|                         |           |  |
| David Joel Williams 33’ | Marcatori |  |

| Bambolim 29 dicembre 2020, ore 19:00 UTC+5:30 9ª giornata | Chennaiyin   | 0 – 0 referto | ATK Mohun Bagan | GMC Stadium (0 spett.)\| Arbitro: \| Arumughan R. \| |
| Arbitro:                                                  | Arumughan R. |               |                 |                                                      |

| Arbitro: | Nagvenkar T. |

|                                            |           |  |
| Roy Krishna 51’ Benjamin Lambot 57’ (A.g.) | Marcatori |  |

| Arbitro: | Srikrishna C. |

|  |           |                         |
|  | Marcatori | 69’ Bartholomew Ogbeche |

| Arbitro: | Meetei A. |

|                   |           |                |
| Ishan Pandita 84’ | Marcatori | 75’ Edu García |

| Arbitro: | Arumughan R. |

|                           |           |  |
| David Joel Williams 90+1’ | Marcatori |  |

| Arbitro: | Crystal J. |

|                                       |           |                 |
| Luís Machado 61’ Federico Gallego 81’ | Marcatori | 72’ Roy Krishna |

| Arbitro: | Meitei A. |

|                                           |           |                                      |
| Marcelinho 59’ Roy Krishna 64’, Rig.’ 86’ | Marcatori | 14’ Gary Hooper 50’ Costa Nhamoinesu |

| Arbitro: | Nagvenkar T. |

|                      |           |                                                  |
| Cole Alexander 45+1’ | Marcatori | 11’, 54’ Manvir Singh 83’ (Rig.) 86’ Roy Krishna |

| Arbitro: | Arumughan R. |

|  |           |                                       |
|  | Marcatori | 37’ (Rig.) Roy Krishna 44’ Marcelinho |

| Arbitro: | Kundu H. |

|                 |           |  |
| Roy Krishna 85’ | Marcatori |  |

| Arbitro: | Nagvenkar T. |

|                                                       |           |                 |
| Roy Krishna 15’ David Williams 72’ Javi Hernández 89’ | Marcatori | 41’ (A.g.) Tiri |

| Arbitro: | Meitei A. |

|                                      |           |                                     |
| Aridane Santana 8’ Roland Alberg 75’ | Marcatori | 57’ Manvir Singh 90+4’ Pritam Kotal |

| Arbitro: | Nagvenkar T. |

|                                          |           |  |
| Mourtada Fall 7’ Bartholomew Ogbeche 39’ | Marcatori |  |

### Semifinali
| Arbitro: | Crystal J. |

|                         |           |                     |
| David Joel Williams 34’ | Marcatori | 90+4’ Idrissa Sylla |

| Arbitro: | Kumar Gupta R. |

|                                          |           |                 |
| David Joel Williams 38’ Manvir Singh 68’ | Marcatori | 75’ V.P. Suhair |

### Finale
| Arbitro: | Nagvenkar T. |

|                                 |           |                         |
| Tiri 29’ (A.g.) Bipin Singh 90’ | Marcatori | 18’ David Joel Williams |

| Mumbai City | ATK Mohun Bagan |

|                 |    |                        |       |     |     |
|                 |    |                        |       |     |     |
| GK              | 1  | Amrinder Singh (c)     |       |     |     |
| RB              | 4  | Amey Ranawade          |       | 46’ |     |
| CB              | 25 | Mourtada Fall          |       |     |     |
| CB              | 6  | Hernán Santana         | 20’   |     |     |
| LB              | 23 | Vignesh Dakshinamurthy | 60’   |     |     |
| CM              | 5  | Ahmed Jahouh           |       |     |     |
| CM              | 14 | Rowllin Borges         |       |     |     |
| RM              | 11 | Raynier Fernandes      |       |     |     |
| OM              | 7  | Hugo Boumous           |       | 84’ |     |
| LM              | 29 | Bipin Singh            | 90+1’ |     | 90’ |
| CF              | 9  | Adam le Fondre         |       | 71’ |     |
| A disposizione: |    |                        |       |     |     |
| CF              | 19 | Pranjal Bhumij         |       |     |     |
| CM              | 21 | Cy Goddard             |       | 84’ |     |
| GK              | 34 | Phurba Lachenpa        |       |     |     |
| CF              | 10 | Bartholomew Ogbeche    |       | 71’ |     |
| CB              | 2  | Mohammad Rakip         |       | 46’ |     |
| CM              | 20 | Jackichand Singh       |       |     |     |
| CB              | 15 | Mehtab Singh           |       |     |     |
| CB              | 3  | Tondonba Singh         |       |     |     |
| CF              | 22 | Vikram Pratap Singh    |       |     |     |
| Allenatore      |    |                        |       |     |     |
| Sergio Lobera   |    |                        |       |     |     |

|                     |    |                      |     |       |            |
|                     |    |                      |     |       |            |
| GK                  | 29 | Arindam Bhattacharya |     |       |            |
| CB                  | 20 | Pritam Kotal         | 55’ |       |            |
| CB                  | 44 | Tiri                 | 85’ |       | 29’ (A.g.) |
| CB                  | 5  | Sandesh Jhingan      |     |       |            |
| RM                  | 6  | Manvir Singh         |     |       |            |
| CM                  | 42 | Lenny Rodrigues      |     | 85’   |            |
| CM                  | 8  | Carl McHugh          | 49’ |       |            |
| CM                  | 19 | Javi Hernández       |     | 90+1’ |            |
| LM                  | 15 | Subashish Bose       |     |       |            |
| CF                  | 21 | Roy Krishna (c)      |     |       |            |
| CF                  | 9  | David Joel Williams  |     |       | 18’        |
| A disposizione:     |    |                      |     |       |            |
| CB                  | 33 | Prabir Das           |     |       |            |
| CM                  | 17 | Pronay Halder        |     |       |            |
| CM                  | 90 | Marcelinho           |     | 90+1’ |            |
| GK                  | 12 | Avilash Paul         |     |       |            |
| CF                  | 16 | Jayesh Rane          |     | 85’   |            |
| CB                  | 2  | Sumit Rathi          |     |       |            |
| CM                  | 25 | Michael Regin        |     |       |            |
| CB                  | 24 | Salam Ranjan Singh   |     |       |            |
| CM                  | 7  | Komal Thatal         |     |       |            |
| Allenatore:         |    |                      |     |       |            |
| Antonio López Habas |    |                      |     |       |            |

### Andamento in campionato
| Giornata  | 1 | 2 | 3 | 4 | 5 | 6 | 7 | 8 | 9 | 10 | 11 | 12 | 13 | 14 | 15 | 16 | 17 | 18 | 19 | 20 | 21 | 22 |
| --------- | - | - | - | - | - | - | - | - | - | -- | -- | -- | -- | -- | -- | -- | -- | -- | -- | -- | -- | -- |
| Luogo     | T | T | C | T | C | C | X | C | T | C  | C  | X  | T  | C  | T  | C  | T  | T  | C  | C  | T  | T  |
| Risultato | V | V | V | P | N | V | X | V | N | V  | P  | X  | N  | V  | P  | V  | V  | V  | V  | V  | N  | P  |
| Posizione | 2 | 1 | 1 | 2 | 2 | 2 | 2 | 2 | 2 | 2  | 2  | 2  | 2  | 2  | 2  | 2  | 2  | 2  | 1  | 1  | 1  | 2  |

Legenda:

Luogo: C = Casa; T = Trasferta. Risultato: V = Vittoria; N = Pareggio; P = Sconfitta.

### AFC Cup

#### 1º turno
| Arbitro: | Mohammad Arafah |

|                                    |           |  |
| Roy Krishna 39’ Subashish Bose 46’ | Marcatori |  |

| Arbitro: | Tam Ping Wun |

|                   |           |                                         |
| Aisam Ibrahim 25’ | Marcatori | 48’, 63’ Liston Colaco 77’ Manvir Singh |

| Arbitro: | Kassem Elhatmy |

|              |           |               |
| Williams 62’ | Marcatori | 28’ Fernandes |

#### Andamento
| Giornata  | 1 | 2 | 3 |  |
| --------- | - | - | - |  |
| Luogo     | C | T | C |  |
| Risultato | V | V | N |  |
| Posizione | 2 | 1 | 1 |  |

Legenda:

Luogo: C = Casa; T = Trasferta. Risultato: V = Vittoria; N = Pareggio; P = Sconfitta.

### Semifinali Interzona
| Arbitro: | Hattab H. |

|                                                                                          |           |  |
| Pritam Kotal 4’ (A.g.) Norchayev 18’, 21’, 31’ Oybek Bozorov 45+1’ Donier Narzullaev 71’ | Marcatori |  |